# Liste der Auszeichnungen von Selena Gomez
Diese Liste ist eine Übersicht über die Auszeichnungen und Nominierungen der US-amerikanischen Sängerin und Schauspielerin Selena Gomez.

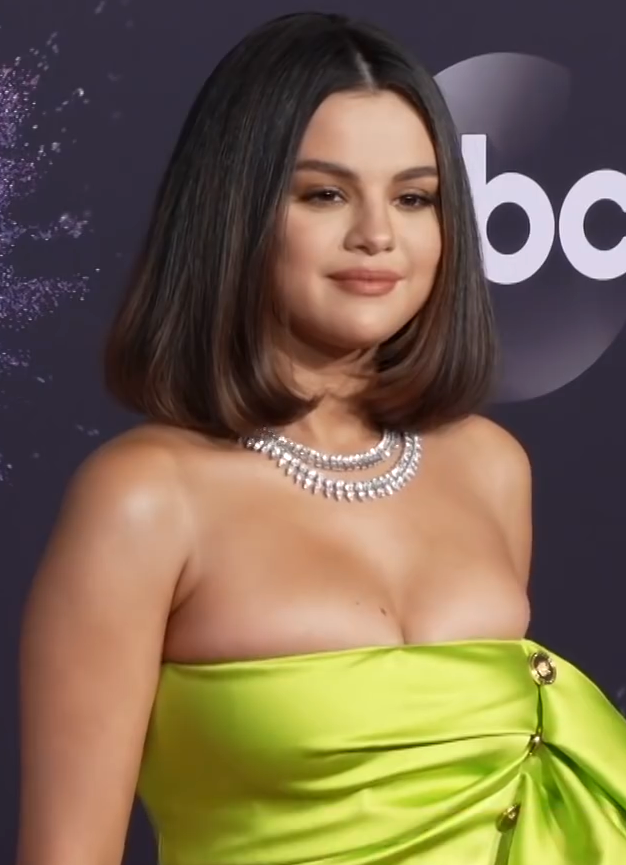
Selena Gomez (2019)

| Kategorie  | Gesamt |
| ---------- | ------ |
| Gewonnen   | 114    |
| Nominiert  | 362    |
| Ausstehend | 8      |

## Alliance of Women Film Journalists
| Jahr | Kategorie                           | für                                                                  | Resultat  | Ref   |
| ---- | ----------------------------------- | -------------------------------------------------------------------- | --------- | ----- |
| 2013 | Actress Most in Need of a New Agent | Spring Breakers (mit Ashley Benson, Vanessa Hudgens & Rachel Korine) | Nominiert | [ 1 ] |

## ALMA Awards
| Jahr | Kategorie                                                    | für                                            | Resultat  | Ref   |
| ---- | ------------------------------------------------------------ | ---------------------------------------------- | --------- | ----- |
| 2008 | Outstanding Female Performance in a Comedy Television Series | Selena Gomez in Die Zauberer vom Waverly Place | Nominiert | [ 2 ] |
| 2009 | Year in TV Comedy – Actress                                  | Selena Gomez in Die Zauberer vom Waverly Place | Gewonnen  | [ 3 ] |
| 2011 | Favorite TV Actress – Leading Role in a Comedy               | Selena Gomez in Die Zauberer vom Waverly Place | Nominiert | [ 4 ] |
| 2011 | Favorite Movie Actress Comedy/Musical                        | Selena Gomez in Plötzlich Star                 | Nominiert | [ 4 ] |
| 2011 | Favorite Female Music Artist                                 | Selena Gomez                                   | Nominiert | [ 4 ] |

## American Music Awards
| Jahr | Kategorie                       | für          | Resultat  | Ref   |
| ---- | ------------------------------- | ------------ | --------- | ----- |
| 2016 | Artist of the Year              | Selena Gomez | Nominiert | [ 5 ] |
| 2016 | Favorite Pop/Rock Female Artist | Selena Gomez | Gewonnen  | [ 5 ] |

## ASCAP Pop Music Awards
| Jahr | Kategorie                        | für                                      | Resultat | Ref    |
| ---- | -------------------------------- | ---------------------------------------- | -------- | ------ |
| 2016 | Most Performed Songs             | Good for You                             | Gewonnen | [ 6 ]  |
| 2017 | Winning Songs                    | Hands to Myself                          | Gewonnen | [ 7 ]  |
| 2017 | Winning Songs                    | We Don't Talk Anymore (mit Charlie Puth) | Gewonnen | [ 7 ]  |
| 2018 | Winning Songs                    | It Ain't Me (mit Kygo)                   | Gewonnen | [ 8 ]  |
| 2019 | Winning Songs                    | Back to You                              | Gewonnen | [ 9 ]  |
| 2019 | Winning Songs                    | Wolves (mit Marshmello)                  | Gewonnen | [ 9 ]  |
| 2021 | Winning Songwriters & Publishers | Lose You to Love Me                      | Gewonnen | [ 10 ] |

## BBC Radio 1's Teen Awards
| Jahr | Kategorie                      | für          | Resultat  | Ref    |
| ---- | ------------------------------ | ------------ | --------- | ------ |
| 2016 | Best International Solo Artist | Selena Gomez | Nominiert | [ 11 ] |

## BET Awards
| Jahr | Kategorie        | für          | Resultat  | Ref    |
| ---- | ---------------- | ------------ | --------- | ------ |
| 2010 | YoungStars Award | Selena Gomez | Nominiert | [ 12 ] |

## Billboard Latin Music Awards
| Jahr | Kategorie                                    | für                                       | Resultat  | Ref    |
| ---- | -------------------------------------------- | ----------------------------------------- | --------- | ------ |
| 2019 | Hot Latin Song of the Year                   | Taki Taki (mit DJ Snake, Ozuna & Cardi B) | Nominiert | [ 13 ] |
| 2019 | Hot Latin Song of the Year – Vocal Event     | Taki Taki (mit DJ Snake, Ozuna & Cardi B) | Nominiert | [ 13 ] |
| 2019 | Digital Song of the Year                     | Taki Taki (mit DJ Snake, Ozuna & Cardi B) | Nominiert | [ 13 ] |
| 2021 | Hot Latin Songs Artist of the Year – Female  | Selena Gomez                              | Nominiert | [ 14 ] |
| 2021 | Top Latin Albums Artist of the Year – Female | Selena Gomez                              | Nominiert | [ 14 ] |
| 2021 | Latin Pop Album of the Year                  | Revelación                                | Nominiert | [ 14 ] |

## Billboard.com Mid-Year Music Awards
| Jahr | Kategorie        | für           | Resultat  | Ref    |
| ---- | ---------------- | ------------- | --------- | ------ |
| 2013 | Best Music Video | Come & Get It | Nominiert | [ 15 ] |

## Billboard Music Awards
| Jahr | Kategorie                 | für                                       | Resultat  | Ref    |
| ---- | ------------------------- | ----------------------------------------- | --------- | ------ |
| 2015 | Top Social Artist         | Selena Gomez                              | Nominiert | [ 16 ] |
| 2016 | Top Female Artist         | Selena Gomez                              | Nominiert | [ 17 ] |
| 2016 | Top Social Media Artist   | Selena Gomez                              | Nominiert | [ 17 ] |
| 2017 | Top Social Artist         | Selena Gomez                              | Nominiert | [ 18 ] |
| 2018 | Top Dance/Electronic Song | It Ain't Me (mit Kygo)                    | Nominiert | [ 19 ] |
| 2019 | Top Latin Song            | Taki Taki (mit DJ Snake, Ozuna & Cardi B) | Nominiert | [ 20 ] |
| 2019 | Top Dance/Electronic Song | Taki Taki (mit DJ Snake, Ozuna & Cardi B) | Nominiert | [ 20 ] |

## Billboard Women in Music
| Jahr | Kategorie         | für          | Resultat | Ref    |
| ---- | ----------------- | ------------ | -------- | ------ |
| 2015 | Chart-Topper      | Selena Gomez | Gewonnen | [ 21 ] |
| 2017 | Woman of the Year | Selena Gomez | Gewonnen | [ 22 ] |

## Bravo Otto
| Jahr | Kategorie               | für                         | Resultat  | Ref    |
| ---- | ----------------------- | --------------------------- | --------- | ------ |
| 2010 | Super Female TV Star    | Selena Gomez                | Gold      | [ 23 ] |
| 2011 | Super Female TV Star    | Selena Gomez                | Gold      | [ 24 ] |
| 2011 | Super Female Singer     | Selena Gomez                | Bronze    | [ 24 ] |
| 2011 | Super Female Movie Star | Selena Gomez                | Silber    | [ 24 ] |
| 2012 | Super Female Singer     | Selena Gomez                | Gold      | [ 25 ] |
| 2012 | Super Female TV Star    | Selena Gomez                | Gold      | [ 25 ] |
| 2013 | Superstar               | Selena Gomez                | Nominiert | [ 26 ] |
| 2013 | Sexy Babe               | Selena Gomez                | Gold      | [ 26 ] |
| 2013 | Super-BFFs              | Selena Gomez & Taylor Swift | Gold      | [ 26 ] |
| 2015 | Super Female Singer     | Selena Gomez                | Nominiert |        |
| 2016 | Super Female Singer     | Selena Gomez                | Silber    | [ 27 ] |
| 2020 | International Singer    | Selena Gomez                | Nominiert | [ 28 ] |

## BreakTudo Awards
| Jahr | Kategorie                   | für                                       | Resultat  | Ref    |
| ---- | --------------------------- | ----------------------------------------- | --------- | ------ |
| 2016 | International Female Artist | Selena Gomez                              | Gewonnen  | [ 29 ] |
| 2017 | International Female Artist | Selena Gomez                              | Nominiert | [ 30 ] |
| 2019 | International Fandom        | Selenators                                | Nominiert | [ 31 ] |
| 2019 | International Hit           | Taki Taki (mit DJ Snake, Ozuna & Cardi B) | Gewonnen  | [ 31 ] |
| 2020 | International Female Artist | Selena Gomez                              | Nominiert | [ 32 ] |
| 2020 | Collaboration of the Year   | Past Life (mit Trevor Daniel)             | Nominiert | [ 32 ] |
| 2020 | International Hit           | Lose You To Love Me                       | Gewonnen  | [ 32 ] |
| 2020 | Album of the Year           | Rare                                      | Nominiert | [ 32 ] |
| 2021 | International Fandom        | Selenators                                | Nominiert | [ 33 ] |
| 2021 | International Female Artist | Selena Gomez                              | Nominiert | [ 33 ] |
| 2021 | Hit Latino                  | Baila Conmigo (mit Rauw Alejandro)        | Nominiert | [ 33 ] |

## Clio Awards
| Jahr | Kategorie       | für                       | Resultat | Ref    |
| ---- | --------------- | ------------------------- | -------- | ------ |
| 2021 | Music Marketing | Ice Cream (mit Blackpink) | Silber   | [ 34 ] |

## Critics’ Choice Television Awards
| Jahr | Kategorie                       | für                                          | Resultat   | Ref    |
| ---- | ------------------------------- | -------------------------------------------- | ---------- | ------ |
| 2022 | Best Actress in a Comedy Series | Selena Gomez in Only Murders in the Building | Ausstehend | [ 35 ] |

## Do Something Awards
| Jahr | Kategorie             | für                          | Resultat  | Ref    |
| ---- | --------------------- | ---------------------------- | --------- | ------ |
| 2012 | Do Something Couple   | Selena Gomez & Justin Bieber | Nominiert | [ 36 ] |
| 2012 | Do Something Facebook | Selena Gomez & UNICEF        | Nominiert | [ 36 ] |

## El Premio ASCAP
| Jahr | Kategorie     | für                                       | Resultat | Ref    |
| ---- | ------------- | ----------------------------------------- | -------- | ------ |
| 2019 | Winning Songs | Taki Taki (mit DJ Snake, Ozuna & Cardi B) | Gewonnen | [ 37 ] |

## E40 Music Awards
| Jahr | Kategorie               | für                                | Resultat | Ref    |
| ---- | ----------------------- | ---------------------------------- | -------- | ------ |
| 2021 | Music Video of the Year | Baila Conmigo (mit Rauw Alejandro) | Gewonnen | [ 38 ] |

## Gaon Chart Music Awards
| Jahr | Kategorie                 | für                       | Resultat  | Ref    |
| ---- | ------------------------- | ------------------------- | --------- | ------ |
| 2021 | Song of the Year – August | Ice Cream (mit Blackpink) | Nominiert | [ 39 ] |

## Glamour Awards
| Jahr | Kategorie                          | für          | Resultat  | Ref    |
| ---- | ---------------------------------- | ------------ | --------- | ------ |
| 2012 | Independent Spirit Award           | Selena Gomez | Gewonnen  | [ 40 ] |
| 2012 | International Musician/Solo Artist | Selena Gomez | Nominiert |        |
| 2016 | International Musician/Solo Artist | Selena Gomez | Nominiert | [ 41 ] |
| 2017 | International Music Act            | Selena Gomez | Nominiert |        |

## Global Awards
| Jahr | Kategorie   | für          | Resultat  | Ref    |
| ---- | ----------- | ------------ | --------- | ------ |
| 2018 | Best Female | Selena Gomez | Nominiert | [ 42 ] |
| 2018 | Best Pop    | Selena Gomez | Nominiert | [ 42 ] |
| 2019 | Best Female | Selena Gomez | Nominiert | [ 43 ] |
| 2019 | Best Pop    | Selena Gomez | Nominiert | [ 43 ] |
| 2020 | Best Female | Selena Gomez | Nominiert | [ 44 ] |

## Golden Raspberry Awards
| Jahr | Kategorie     | für                     | Resultat  | Ref    |
| ---- | ------------- | ----------------------- | --------- | ------ |
| 2014 | Worst Actress | Selena Gomez in Getaway | Nominiert | [ 45 ] |

## Gracie Awards
| Jahr | Kategorie                                         | für                                            | Resultat | Ref    |
| ---- | ------------------------------------------------- | ---------------------------------------------- | -------- | ------ |
| 2010 | Outstanding Female Rising Star in a Comedy Series | Selena Gomez in Die Zauberer vom Waverly Place | Gewonnen | [ 46 ] |

## Grammy Awards
| Jahr | Kategorie            | für        | Resultat   | Ref    |
| ---- | -------------------- | ---------- | ---------- | ------ |
| 2022 | Best Latin Pop Album | Revelación | Ausstehend | [ 47 ] |

## Hispanic Heritage Awards
| Jahr | Kategorie  | für          | Resultat | Ref    |
| ---- | ---------- | ------------ | -------- | ------ |
| 2020 | Arts Award | Selena Gomez | Gewonnen | [ 48 ] |

## Hollywood Style Awards
| Jahr | Kategorie     | für          | Resultat | Ref    |
| ---- | ------------- | ------------ | -------- | ------ |
| 2009 | Style Ingenue | Selena Gomez | Gewonnen | [ 49 ] |

## Hungarian Music Awards
| Jahr | Kategorie                                         | für                    | Resultat  | Ref    |
| ---- | ------------------------------------------------- | ---------------------- | --------- | ------ |
| 2018 | Foreign Electronic Music Album/Record of the Year | It Ain't Me (mit Kygo) | Nominiert | [ 50 ] |

## IDA Documentary Awards
| Jahr | Kategorie            | für                                          | Resultat  | Ref    |
| ---- | -------------------- | -------------------------------------------- | --------- | ------ |
| 2019 | Best Episodic Series | Living Undocumented (als Executive Producer) | Nominiert | [ 51 ] |

## iHeartRadio Music Awards
| Jahr | Kategorie                        | für                                       | Resultat   | Ref    |
| ---- | -------------------------------- | ----------------------------------------- | ---------- | ------ |
| 2014 | Instagram Award                  | Selena Gomez                              | Nominiert  | [ 52 ] |
| 2015 | Best Fan Army                    | Selena Gomez                              | Nominiert  | [ 53 ] |
| 2016 | Best Fan Army                    | Selena Gomez                              | Nominiert  | [ 54 ] |
| 2016 | Female Artist of the Year        | Selena Gomez                              | Nominiert  | [ 54 ] |
| 2016 | Biggest Triple Threat            | Selena Gomez                              | Gewonnen   | [ 54 ] |
| 2017 | Female Artist of the Year        | Selena Gomez                              | Nominiert  | [ 55 ] |
| 2017 | Best Fan Army                    | Selena Gomez                              | Nominiert  | [ 55 ] |
| 2018 | Best Fan Army                    | Selena Gomez                              | Nominiert  | [ 56 ] |
| 2018 | Best Music Video                 | Bad Liar                                  | Nominiert  | [ 56 ] |
| 2018 | Dance Song of the Year           | It Ain't Me (mit Kygo)                    | Nominiert  | [ 56 ] |
| 2019 | Best Music Video                 | Taki Taki (mit DJ Snake, Ozuna & Cardi B) | Nominiert  | [ 57 ] |
| 2020 | Latin Pop/Urban Song of the Year | Taki Taki (mit DJ Snake, Ozuna & Cardi B) | Nominiert  | [ 58 ] |
| 2020 | Best Lyrics                      | Lose You to Love Me                       | Nominiert  | [ 58 ] |
| 2020 | Best Fan Army                    | Selena Gomez                              | Nominiert  | [ 58 ] |
| 2021 | Best Fan Army                    | Selena Gomez                              | Nominiert  | [ 59 ] |
| 2022 | Best Fan Army                    | Selena Gomez                              | Ausstehend | [ 60 ] |

## iHeartRadio Titanium Award
| Jahr | Kategorie     | für                    | Resultat | Ref    |
| ---- | ------------- | ---------------------- | -------- | ------ |
| 2018 | Winning Songs | It Ain't Me (mit Kygo) | Gewonnen | [ 61 ] |
| 2020 | Winning Songs | Back to You            | Gewonnen | [ 62 ] |

## Imagen Awards
| Jahr | Kategorie                       | für                                                         | Resultat  | Ref    |
| ---- | ------------------------------- | ----------------------------------------------------------- | --------- | ------ |
| 2008 | Best Actress – Television       | Selena Gomez in Die Zauberer vom Waverly Place              | Nominiert | [ 63 ] |
| 2009 | Best Actress – Television       | Selena Gomez in Die Zauberer vom Waverly Place              | Nominiert | [ 64 ] |
| 2010 | Best Actress – Television       | Selena Gomez in Die Zauberer vom Waverly Place – Der Film   | Nominiert | [ 65 ] |
| 2011 | Best Young Actress – Television | Selena Gomez in Die Zauberer vom Waverly Place              | Gewonnen  | [ 66 ] |
| 2012 | Best Young Actress – Television | Selena Gomez in Die Zauberer vom Waverly Place              | Nominiert | [ 67 ] |
| 2013 | Best Actress – Television       | Selena Gomez in Die Rückkehr der Zauberer vom Waverly Place | Nominiert | [ 68 ] |

## Ischia Film Festival
| Jahr | Kategorie                     | für          | Resultat | Ref    |
| ---- | ----------------------------- | ------------ | -------- | ------ |
| 2014 | Ischia Kids Global Icon Award | Selena Gomez | Gewonnen | [ 69 ] |

## Joox Indonesia Music Awards
| Jahr | Kategorie               | für                       | Resultat  | Ref    |
| ---- | ----------------------- | ------------------------- | --------- | ------ |
| 2021 | Global Song of the Year | Ice Cream (mit Blackpink) | Nominiert | [ 70 ] |

## Latin American Music Awards
| Jahr | Kategorie                 | für                                       | Resultat  | Ref    |
| ---- | ------------------------- | ----------------------------------------- | --------- | ------ |
| 2015 | Favorite Dance Song       | I Want You to Know (mit Zedd)             | Gewonnen  | [ 71 ] |
| 2017 | Favorite Crossover Artist | Selena Gomez                              | Gewonnen  | [ 72 ] |
| 2019 | Song of the Year          | Taki Taki (mit DJ Snake, Ozuna & Cardi B) | Gewonnen  | [ 73 ] |
| 2019 | Favorite Urban Song       | Taki Taki (mit DJ Snake, Ozuna & Cardi B) | Gewonnen  | [ 73 ] |
| 2021 | Favorite Video            | De Una Vez                                | Gewonnen  | [ 74 ] |
| 2021 | Social Artist of the Year | Selena Gomez                              | Nominiert | [ 74 ] |

## Latin Grammy Awards
| Jahr | Kategorie                   | für        | Resultat  | Ref    |
| ---- | --------------------------- | ---------- | --------- | ------ |
| 2021 | Best Short Form Music Video | De Una Vez | Nominiert | [ 75 ] |

## Libby Awards
| Jahr | Kategorie                           | für                         | Resultat | Ref    |
| ---- | ----------------------------------- | --------------------------- | -------- | ------ |
| 2020 | Heroes — Favorite Vegan Makeup Line | Rare Beauty by Selena Gomez | Gewonnen | [ 76 ] |

## LiveXLive’s Lockdown Awards
| Jahr | Kategorie                   | für           | Resultat  | Ref    |
| ---- | --------------------------- | ------------- | --------- | ------ |
| 2020 | Musicians Not Playing Music | Selena + Chef | Nominiert | [ 77 ] |

## Lo Nuestro Awards
| Jahr | Kategorie                           | für                                                     | Resultat   | Ref    |
| ---- | ----------------------------------- | ------------------------------------------------------- | ---------- | ------ |
| 2019 | Crossover Collaboration of the Year | Taki Taki (mit DJ Snake, Ozuna & Cardi B)               | Gewonnen   | [ 78 ] |
| 2020 | Crossover Collaboration of the Year | I Can't Get Enough (mit Benny Blanco, Tainy & J Balvin) | Nominiert  | [ 79 ] |
| 2022 | Pop – Solo Artist Of The Year       | Selena Gomez                                            | Ausstehend | [ 80 ] |
| 2022 | Pop – Collaboration Of The Year     | Baila Conmigo (mit Rauw Alejandro)                      | Ausstehend | [ 80 ] |
| 2022 | Pop – Album Of The Year             | Revelación                                              | Ausstehend | [ 80 ] |

## LOS40 Music Awards
| Jahr | Kategorie                                 | für                                       | Resultat  | Ref    |
| ---- | ----------------------------------------- | ----------------------------------------- | --------- | ------ |
| 2017 | International Video of the Year           | It Ain't Me (mit Kygo)                    | Gewonnen  | [ 81 ] |
| 2018 | International Artist or Group of the Year | Selena Gomez                              | Nominiert | [ 82 ] |
| 2019 | LOS40 Global Show Song                    | Taki Taki (mit DJ Snake, Ozuna & Cardi B) | Nominiert | [ 83 ] |

## Lunas del Auditorio
| Jahr | Kategorie                        | für          | Resultat  | Ref    |
| ---- | -------------------------------- | ------------ | --------- | ------ |
| 2012 | Best Foreign Language Pop Artist | Selena Gomez | Nominiert | [ 84 ] |

## Make-A-Wish-Foundation
| Jahr | Kategorie                      | für          | Resultat | Ref    |
| ---- | ------------------------------ | ------------ | -------- | ------ |
| 2013 | Chris Greicius Celebrity Award | Selena Gomez | Gewonnen | [ 85 ] |

## McLean Award
| Jahr | Kategorie    | für          | Resultat | Ref    |
| ---- | ------------ | ------------ | -------- | ------ |
| 2019 | McLean Award | Selena Gomez | Gewonnen | [ 86 ] |

## MTV Awards

### MTV Europe Music Awards
| Jahr | Kategorie          | für                       | Resultat  | Ref    |
| ---- | ------------------ | ------------------------- | --------- | ------ |
| 2011 | Biggest Fans       | Selena Gomez              | Nominiert | [ 87 ] |
| 2013 | Best Female        | Selena Gomez              | Nominiert | [ 88 ] |
| 2016 | Best Pop           | Selena Gomez              | Nominiert | [ 89 ] |
| 2018 | Biggest Fans       | Selena Gomez              | Nominiert | [ 90 ] |
| 2020 | Best Collaboration | Ice Cream (mit Blackpink) | Nominiert | [ 91 ] |

### MTV Italian Music Awards
| Jahr | Kategorie                 | für          | Resultat  | Ref    |
| ---- | ------------------------- | ------------ | --------- | ------ |
| 2014 | Artist Saga               | Selena Gomez | Nominiert | [ 92 ] |
| 2015 | Artist Saga               | Selena Gomez | Nominiert | [ 93 ] |
| 2015 | Top Instagram Star        | Selena Gomez | Nominiert | [ 93 ] |
| 2016 | Best International Female | Selena Gomez | Nominiert | [ 94 ] |
| 2016 | MTV Awards Star           | Selena Gomez | Nominiert | [ 94 ] |
| 2016 | Artist Saga               | Selena Gomez | Nominiert | [ 94 ] |
| 2017 | Artist Saga               | Selena Gomez | Nominiert | [ 95 ] |
| 2017 | MTV Awards Star           | Selena Gomez | Nominiert | [ 95 ] |

### MTV Millennial Awards
| Jahr | Kategorie                             | für                                       | Resultat  | Ref     |
| ---- | ------------------------------------- | ----------------------------------------- | --------- | ------- |
| 2013 | Celebrity Without Filter on Instagram | Selena Gomez                              | Nominiert | [ 96 ]  |
| 2014 | Global Instagram Star                 | Selena Gomez                              | Nominiert | [ 97 ]  |
| 2017 | Global Instagrammer                   | Selena Gomez                              | Nominiert | [ 98 ]  |
| 2018 | Collaboration of the Year             | Wolves (mit Marshmello)                   | Nominiert | [ 99 ]  |
| 2018 | Global Instagrammer                   | Selena Gomez                              | Nominiert | [ 99 ]  |
| 2019 | Fandom                                | Selena Gomez                              | Nominiert | [ 100 ] |
| 2019 | Music-Ship of the Year                | Taki Taki (mit DJ Snake, Ozuna & Cardi B) | Gewonnen  | [ 100 ] |
| 2021 | Music-Ship of the Year                | Baila Conmigo (mit Rauw Alejandro)        | Gewonnen  | [ 101 ] |

### MTV Millennial Awards (Brasilien)
| Jahr | Kategorie          | für                                                | Resultat  | Ref     |
| ---- | ------------------ | -------------------------------------------------- | --------- | ------- |
| 2018 | International Hit  | Bad Liar                                           | Nominiert | [ 102 ] |
| 2018 | Shade of the Year  | Justin Bieber and Selena Gomez vs. Selena's Mother | Nominiert | [ 102 ] |
| 2018 | Fandom of the Year | Selena Gomez                                       | Nominiert | [ 102 ] |
| 2019 | Hit Global         | Taki Taki (mit DJ Snake, Ozuna & Cardi B)          | Nominiert | [ 103 ] |

### MTV Movie & TV Awards
| Jahr | Kategorie                  | für           | Resultat | Ref     |
| ---- | -------------------------- | ------------- | -------- | ------- |
| 2021 | Best New Unscripted Series | Selena + Chef | Gewonnen | [ 104 ] |

### MTV Video Music Awards
| Jahr | Kategorie               | für                                                     | Resultat  | Ref     |
| ---- | ----------------------- | ------------------------------------------------------- | --------- | ------- |
| 2013 | Best Pop Video          | Come & Get It                                           | Gewonnen  | [ 105 ] |
| 2013 | Best Song of the Summer | Come & Get It                                           | Nominiert | [ 105 ] |
| 2015 | Song of Summer          | Good for You                                            | Nominiert | [ 106 ] |
| 2016 | Song of Summer          | Kill Em with Kindness                                   | Nominiert | [ 107 ] |
| 2017 | Best Collaboration      | We Don't Talk Anymore (mit Charlie Puth)                | Nominiert | [ 108 ] |
| 2017 | Best Dance              | It Ain't Me (mit Kygo)                                  | Nominiert | [ 108 ] |
| 2019 | Best Latin              | I Can't Get Enough (mit Benny Blanco, Tainy & J Balvin) | Nominiert | [ 109 ] |
| 2019 | Best Dance              | Taki Taki (mit DJ Snake, Ozuna & Cardi B)               | Nominiert | [ 109 ] |
| 2020 | Best Art Direction      | Boyfriend                                               | Nominiert | [ 110 ] |
| 2021 | Best K-Pop              | Ice Cream (mit Blackpink)                               | Nominiert | [ 111 ] |

### MTV Video Play Awards
| Jahr | Kategorie     | für                     | Resultat | Ref     |
| ---- | ------------- | ----------------------- | -------- | ------- |
| 2021 | Winning Video | Wolves (mit Marshmello) | Gewonnen | [ 112 ] |

## MuchMusic Video Awards
| Jahr | Kategorie                                     | für                     | Resultat  | Ref     |
| ---- | --------------------------------------------- | ----------------------- | --------- | ------- |
| 2014 | Your Fave International Artist/Group          | Selena Gomez            | Gewonnen  | [ 113 ] |
| 2014 | International Video of the Year – Artist      | Come & Get It           | Nominiert | [ 113 ] |
| 2015 | Fan Fave International Artist or Group        | Selena Gomez            | Nominiert | [ 114 ] |
| 2016 | iHeartRadio International Artist of the Year  | Hands to Myself         | Nominiert | [ 115 ] |
| 2016 | Most Buzzworthy International Artist or Group | Hands to Myself         | Nominiert | [ 115 ] |
| 2018 | Fan Fave Single                               | Wolves (mit Marshmello) | Gewonnen  | [ 116 ] |

## NAACP Image Awards
| Jahr | Kategorie                                                                 | für                                            | Resultat  | Ref     |
| ---- | ------------------------------------------------------------------------- | ---------------------------------------------- | --------- | ------- |
| 2009 | Outstanding Performance in a Youth/Children’s Program – Series or Special | Selena Gomez in Die Zauberer vom Waverly Place | Nominiert |         |
| 2010 | Outstanding Performance in a Youth/Children’s Program – Series or Special | Selena Gomez in Die Zauberer vom Waverly Place | Nominiert | [ 117 ] |
| 2011 | Outstanding Performance in a Youth/Children’s Program – Series or Special | Selena Gomez in Die Zauberer vom Waverly Place | Nominiert | [ 118 ] |

## NewNowNext Awards
| Jahr | Kategorie   | für          | Resultat | Ref     |
| ---- | ----------- | ------------ | -------- | ------- |
| 2013 | Triple Play | Selena Gomez | Gewonnen | [ 119 ] |

## Nickelodeon Kids’ Choice Awards

### Nickelodeon Kids’ Choice Awards
| Jahr | Kategorie                                    | für                                                         | Resultat  | Ref     |
| ---- | -------------------------------------------- | ----------------------------------------------------------- | --------- | ------- |
| 2009 | Favorite TV Actress                          | Selena Gomez in Die Zauberer vom Waverly Place              | Gewonnen  | [ 120 ] |
| 2010 | Favorite TV Actress                          | Selena Gomez in Die Zauberer vom Waverly Place              | Gewonnen  | [ 121 ] |
| 2011 | Favorite TV Actress                          | Selena Gomez in Die Zauberer vom Waverly Place              | Gewonnen  | [ 122 ] |
| 2011 | Favorite Female Singer                       | Selena Gomez                                                | Nominiert | [ 122 ] |
| 2012 | Favorite Female Singer                       | Selena Gomez                                                | Gewonnen  | [ 123 ] |
| 2012 | Favorite TV Actress                          | Selena Gomez in Die Zauberer vom Waverly Place              | Gewonnen  | [ 123 ] |
| 2013 | Favorite TV Actress                          | Selena Gomez in Die Zauberer vom Waverly Place              | Gewonnen  | [ 124 ] |
| 2014 | KCA Fan Army                                 | Selena Gomez                                                | Gewonnen  | [ 125 ] |
| 2014 | Favorite Female Singer                       | Selena Gomez                                                | Gewonnen  | [ 125 ] |
| 2015 | Favorite Female Singer                       | Selena Gomez                                                | Gewonnen  | [ 126 ] |
| 2016 | Favorite Female Singer                       | Selena Gomez                                                | Nominiert | [ 127 ] |
| 2016 | Favorite Voice From an Animated Movie        | Selena Gomez in Hotel Transsilvanien 2                      | Nominiert | [ 127 ] |
| 2016 | Favorite Collaboration                       | Good for You (mit ASAP Rocky)                               | Nominiert | [ 127 ] |
| 2017 | Favorite Female Singer                       | Selena Gomez                                                | Gewonnen  | [ 128 ] |
| 2018 | Favorite Female Singer                       | Selena Gomez                                                | Nominiert | [ 129 ] |
| 2018 | Favorite Song                                | It Ain't Me (mit Kygo)                                      | Nominiert | [ 129 ] |
| 2019 | Favorite Female Voice from an Animated Movie | Selena Gomez in Hotel Transsilvanien 3 – Ein Monster Urlaub | Gewonnen  | [ 130 ] |
| 2019 | Favorite Female Artist                       | Selena Gomez                                                | Nominiert | [ 130 ] |
| 2020 | Favorite Female Artist                       | Selena Gomez                                                | Nominiert | [ 131 ] |
| 2021 | Favorite Female Artist                       | Selena Gomez                                                | Nominiert | [ 132 ] |
| 2021 | Favorite Music Collaboration                 | Ice Cream (mit Blackpink)                                   | Nominiert | [ 132 ] |

### Meus Prêmios Nick
| Jahr | Kategorie                           | für          | Resultat  | Ref     |
| ---- | ----------------------------------- | ------------ | --------- | ------- |
| 2012 | Favorite International Artist       | Selena Gomez | Nominiert | [ 133 ] |
| 2013 | Favorite International Artist       | Selena Gomez | Nominiert | [ 134 ] |
| 2014 | Favorite Fandom                     | Selena Gomez | Nominiert | [ 135 ] |
| 2016 | Favorite International Artist       | Selena Gomez | Nominiert | [ 136 ] |
| 2017 | Favorite International Hit          | Bad Liar     | Gewonnen  | [ 137 ] |
| 2017 | Favorite International Instagrammer | Selena Gomez | Nominiert | [ 137 ] |
| 2018 | Favorite International Artist       | Selena Gomez | Nominiert | [ 138 ] |

### Nickelodeon Argentina Kids’ Choice Awards
| Jahr | Kategorie                              | für                    | Resultat  | Ref     |
| ---- | -------------------------------------- | ---------------------- | --------- | ------- |
| 2011 | Favorite International Artist or Group | Selena Gomez           | Gewonnen  | [ 139 ] |
| 2017 | Favorite Collaboration                 | It Ain't Me (mit Kygo) | Nominiert | [ 140 ] |

### Nickelodeon Australian Kids’ Choice Awards
| Jahr | Kategorie                  | für                                            | Resultat  | Ref     |
| ---- | -------------------------- | ---------------------------------------------- | --------- | ------- |
| 2009 | Fave International TV Star | Selena Gomez in Die Zauberer vom Waverly Place | Nominiert | [ 141 ] |
| 2010 | Fave TV Star               | Selena Gomez in Die Zauberer vom Waverly Place | Gewonnen  | [ 142 ] |
| 2011 | Fave TV Star               | Selena Gomez in Die Zauberer vom Waverly Place | Gewonnen  | [ 143 ] |
| 2014 | Aussies’ Fave Hottie       | Selena Gomez                                   | Nominiert | [ 144 ] |

### Nickelodeon Colombia Kids’ Choice Awards
| Jahr | Kategorie                              | für                    | Resultat  | Ref     |
| ---- | -------------------------------------- | ---------------------- | --------- | ------- |
| 2014 | Favorite International Artist or Group | Selena Gomez           | Nominiert | [ 145 ] |
| 2017 | Favorite International Artist or Group | Selena Gomez           | Nominiert | [ 146 ] |
| 2017 | Favorite Collaboration                 | It Ain't Me (mit Kygo) | Nominiert | [ 146 ] |

### Nickelodeon Mexico Kids’ Choice Awards
| Jahr | Kategorie                               | für                                         | Resultat  | Ref     |
| ---- | --------------------------------------- | ------------------------------------------- | --------- | ------- |
| 2010 | Favorite International Female Character | Alex Russo (Die Zauberer vom Waverly Place) | Nominiert |         |
| 2013 | Favorite International Artist or Group  | Selena Gomez                                | Nominiert | [ 147 ] |
| 2015 | Favorite International Artist or Group  | Selena Gomez                                | Nominiert | [ 148 ] |
| 2017 | Favorite Collaboration                  | It Ain't Me (mit Kygo)                      | Nominiert | [ 149 ] |
| 2018 | Favorite Feat                           | Wolves (mit Marshmello)                     | Nominiert | [ 150 ] |
| 2021 | Global Hit                              | Baila Conmigo (mit Rauw Alejandro)          | Nominiert | [ 151 ] |

## NRJ DJ Awards
| Jahr | Kategorie            | für                                       | Resultat  | Ref     |
| ---- | -------------------- | ----------------------------------------- | --------- | ------- |
| 2019 | Club Hit of the Year | Taki Taki (mit DJ Snake, Ozuna & Cardi B) | Nominiert | [ 152 ] |

## NRJ Music Awards
| Jahr | Kategorie                               | für                         | Resultat  | Ref     |
| ---- | --------------------------------------- | --------------------------- | --------- | ------- |
| 2017 | International Female Artist of the Year | Selena Gomez                | Gewonnen  | [ 153 ] |
| 2018 | International Female Artist of the Year | Selena Gomez                | Nominiert | [ 154 ] |
| 2021 | International Collaboration of the Year | Selfish Love (mit DJ Snake) | Nominiert | [ 155 ] |
| 2021 | Video of the Year                       | Selfish Love (mit DJ Snake) | Nominiert | [ 155 ] |

## O Music Awards
| Jahr | Kategorie                      | für          | Resultat  | Ref     |
| ---- | ------------------------------ | ------------ | --------- | ------- |
| 2012 | Best Artist with a Cameraphone | Selena Gomez | Gewonnen  | [ 156 ] |
| 2013 | Fan Army FTW                   | Selena Gomez | Nominiert | [ 157 ] |

## People’s Choice Awards
| Jahr | Kategorie                     | für                                          | Resultat  | Ref     |
| ---- | ----------------------------- | -------------------------------------------- | --------- | ------- |
| 2013 | Favorite Music Fan Following  | Selena Gomez                                 | Nominiert | [ 158 ] |
| 2014 | Favorite Female Artist        | Selena Gomez                                 | Nominiert | [ 159 ] |
| 2016 | Favorite Animated Movie Voice | Selena Gomez in Hotel Transsilvanien 2       | Gewonnen  | [ 160 ] |
| 2016 | Favorite Female Artist        | Selena Gomez                                 | Nominiert | [ 160 ] |
| 2016 | Favorite Pop Artist           | Selena Gomez                                 | Nominiert | [ 160 ] |
| 2018 | Social Celebrity of 2018      | Selena Gomez                                 | Nominiert | [ 161 ] |
| 2018 | Song of 2018                  | Back to You                                  | Nominiert | [ 161 ] |
| 2018 | Music Video of 2018           | Back to You                                  | Nominiert | [ 161 ] |
| 2020 | The Music Video of 2020       | Ice Cream (mit Blackpink)                    | Nominiert | [ 162 ] |
| 2020 | The Soundtrack Song of 2020   | Rare                                         | Nominiert | [ 162 ] |
| 2020 | The Social Celebrity of 2020  | Selena Gomez                                 | Nominiert | [ 162 ] |
| 2021 | The Comedy TV Star of 2021    | Selena Gomez in Only Murders in the Building | Gewonnen  | [ 163 ] |

## Pollstar Awards
| Jahr | Kategorie                          | für          | Resultat  | Ref     |
| ---- | ---------------------------------- | ------------ | --------- | ------- |
| 2021 | Latin Touring Artist of the Decade | Selena Gomez | Nominiert | [ 164 ] |

## Prêmio Jovem Brasileiro
| Jahr | Kategorie | für                                       | Resultat  | Ref     |
| ---- | --------- | ----------------------------------------- | --------- | ------- |
| 2019 | Me Gusta  | Taki Taki (mit DJ Snake, Ozuna & Cardi B) | Nominiert | [ 165 ] |

## Premios Juventud
| Jahr | Kategorie                         | für                                                     | Resultat  | Ref     |
| ---- | --------------------------------- | ------------------------------------------------------- | --------- | ------- |
| 2019 | This Is a BTS (Behind the Scenes) | Taki Taki (mit DJ Snake, Ozuna & Cardi B)               | Gewonnen  | [ 166 ] |
| 2019 | This Is a BTS (Behind the Scenes) | I Can't Get Enough (mit Benny Blanco, Tainy & J Balvin) | Nominiert | [ 166 ] |
| 2021 | OMG Collaboration                 | Baila Conmigo (mit Rauw Alejandro)                      | Nominiert | [ 167 ] |
| 2021 | The Traffic Jam                   | Baila Conmigo (mit Rauw Alejandro)                      | Nominiert | [ 167 ] |
| 2021 | Helping Your Fans                 | Selena Gomez                                            | Nominiert | [ 167 ] |

## Premios People en Español
| Jahr | Kategorie                                         | für                                            | Resultat  | Ref     |
| ---- | ------------------------------------------------- | ---------------------------------------------- | --------- | ------- |
| 2010 | Best Latina Actress in an English-language Series | Selena Gomez in Die Zauberer vom Waverly Place | Gewonnen  | [ 168 ] |
| 2012 | Queen of Facebook                                 | Selena Gomez                                   | Nominiert | [ 169 ] |
| 2013 | Best Female Singer                                | Selena Gomez                                   | Nominiert | [ 170 ] |
| 2013 | Song of the Year                                  | Come & Get It                                  | Nominiert | [ 170 ] |

## Radio Disney Music Awards
| Jahr | Kategorie                | für                                      | Resultat  | Ref     |
| ---- | ------------------------ | ---------------------------------------- | --------- | ------- |
| 2013 | Best Female Artist       | Selena Gomez                             | Gewonnen  | [ 171 ] |
| 2013 | Fiercest Fans            | Selena Gomez                             | Nominiert | [ 171 ] |
| 2014 | Song of the Year         | Come & Get It                            | Gewonnen  | [ 172 ] |
| 2014 | Most Talked About Artist | Selena Gomez                             | Gewonnen  | [ 172 ] |
| 2014 | Best Song to Dance to    | Birthday                                 | Gewonnen  | [ 172 ] |
| 2015 | Best Breakup Song        | The Heart Wants What It Wants            | Gewonnen  | [ 173 ] |
| 2016 | Best Female Artist       | Selena Gomez                             | Gewonnen  | [ 174 ] |
| 2017 | Best Female Artist       | Selena Gomez                             | Nominiert | [ 175 ] |
| 2017 | Fiercest Fans            | Selena Gomez                             | Nominiert | [ 175 ] |
| 2017 | Best Breakup Song        | We Don't Talk Anymore (mit Charlie Puth) | Nominiert | [ 175 ] |
| 2017 | Best Collaboration       | We Don't Talk Anymore (mit Charlie Puth) | Nominiert | [ 175 ] |
| 2017 | Favorite Tour            | Revival Tour                             | Gewonnen  | [ 175 ] |
| 2018 | Best Artist              | Selena Gomez                             | Nominiert | [ 176 ] |
| 2018 | Fiercest Fans            | Selena Gomez                             | Nominiert | [ 176 ] |
| 2018 | Song of the Year         | Wolves (mit Marshmello)                  | Nominiert | [ 176 ] |
| 2018 | Best Collaboration       | It Ain't Me (mit Kygo)                   | Gewonnen  | [ 176 ] |

## Rockbjörnen
| Jahr | Kategorie                | für                    | Resultat  | Ref     |
| ---- | ------------------------ | ---------------------- | --------- | ------- |
| 2017 | This Year's Foreign Song | It Ain't Me (mit Kygo) | Nominiert | [ 177 ] |

## RTHK International Pop Poll Awards
| Jahr | Kategorie                        | für                                      | Resultat | Ref     |
| ---- | -------------------------------- | ---------------------------------------- | -------- | ------- |
| 2017 | Top Ten International Gold Songs | We Don't Talk Anymore (mit Charlie Puth) | Gewonnen | [ 178 ] |

## Satellite Awards
| Jahr | Kategorie                                          | für                                          | Resultat   | Ref     |
| ---- | -------------------------------------------------- | -------------------------------------------- | ---------- | ------- |
| 2021 | Best Actress – Television Series Comedy or Musical | Selena Gomez in Only Murders in the Building | Ausstehend | [ 179 ] |

## Screen Actors Guild Awards
| Jahr | Kategorie                                                 | für                          | Resultat   | Ref     |
| ---- | --------------------------------------------------------- | ---------------------------- | ---------- | ------- |
| 2022 | Outstanding Performance by an Ensemble in a Comedy Series | Only Murders in the Building | Ausstehend | [ 180 ] |

## Spellemannprisen
| Jahr | Kategorie        | für                    | Resultat  | Ref     |
| ---- | ---------------- | ---------------------- | --------- | ------- |
| 2018 | Song of the Year | It Ain't Me (mit Kygo) | Nominiert | [ 181 ] |

## Taste Awards
| Jahr | Kategorie                            | für           | Resultat  | Ref     |
| ---- | ------------------------------------ | ------------- | --------- | ------- |
| 2021 | Best Home Chef in a Series           | Selena + Chef | Gewonnen  | [ 182 ] |
| 2021 | Best Filmed at Home Episodes or Film | Selena + Chef | Nominiert | [ 182 ] |
| 2021 | Best New Series                      | Selena + Chef | Nominiert | [ 182 ] |

## Teen Choice Awards
| Jahr | Kategorie                               | für                                                                           | Resultat  | Ref     |
| ---- | --------------------------------------- | ----------------------------------------------------------------------------- | --------- | ------- |
| 2009 | Choice Summer TV Star – Female          | Selena Gomez in Prinzessinnen Schutzprogramm & Die Zauberer vom Waverly Place | Gewonnen  | [ 183 ] |
| 2009 | Choice Red Carpet Fashion Icon – Female | Selena Gomez                                                                  | Gewonnen  | [ 183 ] |
| 2009 | Choice Celebrity Dancer                 | Selena Gomez                                                                  | Gewonnen  | [ 183 ] |
| 2010 | Choice Red Carpet Fashion Icon – Female | Selena Gomez                                                                  | Gewonnen  | [ 184 ] |
| 2010 | Choice TV Actress – Comedy              | Selena Gomez in Die Zauberer vom Waverly Place                                | Gewonnen  | [ 184 ] |
| 2010 | Choice Summer Movie Star – Female       | Selena Gomez in Schwesterherzen – Ramonas wilde Welt                          | Nominiert | [ 184 ] |
| 2011 | Choice Summer Music Star – Female       | Selena Gomez                                                                  | Nominiert | [ 185 ] |
| 2011 | Choice Female Hottie                    | Selena Gomez                                                                  | Gewonnen  | [ 185 ] |
| 2011 | Choice Summer Movie Star – Female       | Selena Gomez in Plötzlich Star                                                | Nominiert | [ 185 ] |
| 2011 | Choice Summer TV Actress – Comedy       | Selena Gomez in Die Zauberer vom Waverly Place                                | Gewonnen  | [ 185 ] |
| 2012 | Choice Female Hottie                    | Selena Gomez                                                                  | Nominiert | [ 186 ] |
| 2013 | Choice Music Single: Female Artist      | Come & Get It                                                                 | Nominiert | [ 187 ] |
| 2013 | Choice Break-Up Song                    | Come & Get It                                                                 | Gewonnen  | [ 187 ] |
| 2013 | Choice Music: Female Artist             | Selena Gomez                                                                  | Nominiert | [ 187 ] |
| 2013 | Choice Summer Music Star – Female       | Selena Gomez                                                                  | Gewonnen  | [ 187 ] |
| 2013 | Choice Female Hottie                    | Selena Gomez                                                                  | Gewonnen  | [ 187 ] |
| 2013 | Choice Smile                            | Selena Gomez                                                                  | Nominiert | [ 187 ] |
| 2014 | Choice Female Hottie                    | Selena Gomez                                                                  | Gewonnen  | [ 188 ] |
| 2014 | Choice Smile                            | Selena Gomez                                                                  | Nominiert | [ 188 ] |
| 2014 | Choice Instagrammer                     | Selena Gomez                                                                  | Nominiert | [ 188 ] |
| 2014 | Ultimate Choice Award                   | Selena Gomez                                                                  | Gewonnen  | [ 188 ] |
| 2015 | Choice Female Artist                    | Selena Gomez                                                                  | Nominiert | [ 189 ] |
| 2015 | Choice Female Hottie                    | Selena Gomez                                                                  | Nominiert | [ 189 ] |
| 2015 | Choice Summer Music Star: Female        | Selena Gomez                                                                  | Nominiert | [ 189 ] |
| 2015 | Social Media Queen                      | Selena Gomez                                                                  | Nominiert | [ 189 ] |
| 2015 | Choice Instagrammer                     | Selena Gomez                                                                  | Nominiert | [ 189 ] |
| 2015 | Choice Break-Up Song                    | The Heart Wants What It Wants                                                 | Nominiert | [ 189 ] |
| 2015 | Choice Party Song                       | I Want You to Know (mit Zedd)                                                 | Nominiert | [ 189 ] |
| 2015 | Choice Summer Song                      | Good for You (mit ASAP Rocky)                                                 | Nominiert | [ 189 ] |
| 2016 | Choice Female Artist                    | Selena Gomez                                                                  | Gewonnen  | [ 190 ] |
| 2016 | Choice Summer Music Star: Female        | Selena Gomez                                                                  | Gewonnen  | [ 190 ] |
| 2016 | Choice Female Hottie                    | Selena Gomez                                                                  | Nominiert | [ 190 ] |
| 2016 | Choice Instagrammer                     | Selena Gomez                                                                  | Gewonnen  | [ 190 ] |
| 2016 | Choice Song: Female Artist              | Hands to Myself                                                               | Nominiert | [ 190 ] |
| 2016 | Choice Love Song                        | Hands to Myself                                                               | Nominiert | [ 190 ] |
| 2016 | Choice Break-Up Song                    | Same Old Love                                                                 | Nominiert | [ 190 ] |
| 2016 | Choice Break-Up Song                    | We Don't Talk Anymore (mit Charlie Puth)                                      | Nominiert | [ 190 ] |
| 2016 | Choice Summer Tour                      | Revival Tour                                                                  | Nominiert | [ 190 ] |
| 2017 | Choice Song: Female Artist              | Bad Liar                                                                      | Nominiert | [ 191 ] |
| 2017 | Choice Summer Song                      | Bad Liar                                                                      | Nominiert | [ 191 ] |
| 2017 | Choice Collaboration                    | It Ain't Me (mit Kygo)                                                        | Nominiert | [ 191 ] |
| 2017 | Choice Electronic/Dance Song            | It Ain't Me (mit Kygo)                                                        | Nominiert | [ 191 ] |
| 2017 | Choice Female Artist                    | Selena Gomez                                                                  | Nominiert | [ 191 ] |
| 2017 | Choice Summer Female Artist             | Selena Gomez                                                                  | Nominiert | [ 191 ] |
| 2017 | Choice Instagrammer                     | Selena Gomez                                                                  | Gewonnen  | [ 191 ] |
| 2017 | Choice Snapchatter                      | Selena Gomez                                                                  | Nominiert | [ 191 ] |
| 2017 | Choice Style Icon                       | Selena Gomez                                                                  | Nominiert | [ 191 ] |
| 2017 | Choice Female Hottie                    | Selena Gomez                                                                  | Nominiert | [ 191 ] |
| 2017 | Choice Changemaker                      | Selena Gomez                                                                  | Nominiert | [ 191 ] |
| 2017 | Choice Fandom                           | Selena Gomez                                                                  | Nominiert | [ 191 ] |
| 2018 | Choice Summer Female Artist             | Selena Gomez                                                                  | Nominiert | [ 192 ] |
| 2018 | Choice Instagrammer                     | Selena Gomez                                                                  | Gewonnen  | [ 192 ] |
| 2018 | Choice Female Hottie                    | Selena Gomez                                                                  | Nominiert | [ 192 ] |
| 2018 | Choice Summer Song                      | Back to You                                                                   | Gewonnen  | [ 192 ] |
| 2019 | Choice Summer Movie Actress             | Selena Gomez in The Dead Don't Die                                            | Nominiert | [ 193 ] |
| 2019 | Choice Fandom                           | Selena Gomez                                                                  | Nominiert | [ 193 ] |

## Telehit Awards
| Jahr | Kategorie                  | für          | Resultat  | Ref     |
| ---- | -------------------------- | ------------ | --------- | ------- |
| 2011 | International Youth Artist | Selena Gomez | Gewonnen  | [ 194 ] |
| 2013 | Best Female Pop Album      | Stars Dance  | Nominiert |         |
| 2015 | Best Female Artist         | Selena Gomez | Nominiert | [ 195 ] |
| 2016 | Best Female Artist         | Selena Gomez | Nominiert |         |
| 2017 | Best Female Artist         | Selena Gomez | Nominiert | [ 196 ] |

## The Daily Californian's Arts Awards
| Jahr | Kategorie                       | für                                          | Resultat  | Ref     |
| ---- | ------------------------------- | -------------------------------------------- | --------- | ------- |
| 2021 | Best Actress in a Comedy Series | Selena Gomez in Only Murders in the Building | Nominiert | [ 197 ] |

## The Latin Recording Academy
| Jahr | Kategorie                       | für          | Resultat | Ref     |
| ---- | ------------------------------- | ------------ | -------- | ------- |
| 2020 | Leading Ladies of Entertainment | Selena Gomez | Gewonnen | [ 198 ] |

## Tu Música Urban Awards
| Jahr | Kategorie      | für                                       | Resultat  | Ref     |
| ---- | -------------- | ----------------------------------------- | --------- | ------- |
| 2019 | Urban Pop Song | Taki Taki (mit DJ Snake, Ozuna & Cardi B) | Nominiert | [ 199 ] |

## UK Music Video Awards
| Jahr | Kategorie                         | für                                | Resultat  | Ref     |
| ---- | --------------------------------- | ---------------------------------- | --------- | ------- |
| 2021 | Best Pop Video – International    | Baila Conmigo (mit Rauw Alejandro) | Nominiert | [ 200 ] |
| 2021 | Best Production Design in a Video | Selfish Love (mit DJ Snake)        | Gewonnen  | [ 200 ] |

## unite4:humanity
| Jahr | Kategorie             | für          | Resultat | Ref     |
| ---- | --------------------- | ------------ | -------- | ------- |
| 2014 | Young Visionary Award | Selena Gomez | Gewonnen | [ 201 ] |

## Virgin Media Awards
| Jahr | Kategorie              | für          | Resultat | Ref     |
| ---- | ---------------------- | ------------ | -------- | ------- |
| 2013 | Next Big Thing in 2013 | Selena Gomez | Gewonnen | [ 202 ] |

## Webby Awards
| Jahr | Kategorie                                      | für                                    | Resultat  | Ref     |
| ---- | ---------------------------------------------- | -------------------------------------- | --------- | ------- |
| 2017 | Celebrity/Fan — Social Content and Marketing   | Revival Tour                           | Nominiert | [ 203 ] |
| 2018 | Film & Video — Variety                         | 73 Questions With Selena Gomez — Vogue | Nominiert | [ 204 ] |
| 2021 | Fashion & Beauty — Makeup Made to Feel Good In | Rare Beauty by Selena Gomez            | Gewonnen  | [ 205 ] |

## Weibo Starlight Awards
| Jahr | Kategorie                  | für                       | Resultat | Ref     |
| ---- | -------------------------- | ------------------------- | -------- | ------- |
| 2021 | Western Hall of Fame Award | Selena Gomez              | Gewonnen | [ 206 ] |
| 2021 | Favorite Collaboration     | Ice Cream (mit Blackpink) | Gewonnen |         |

## Women’s Image Network Awards
| Jahr | Kategorie            | für               | Resultat  | Ref     |
| ---- | -------------------- | ----------------- | --------- | ------- |
| 2010 | Actress Feature Film | Ramona and Beezus | Nominiert | [ 207 ] |

## World Dance Music Radio Awards
| Jahr | Kategorie         | für                    | Resultat  | Ref     |
| ---- | ----------------- | ---------------------- | --------- | ------- |
| 2018 | Best Global Track | It Ain't Me (mit Kygo) | Nominiert | [ 208 ] |

## World Music Awards
| Jahr | Kategorie                            | für           | Resultat  | Ref     |
| ---- | ------------------------------------ | ------------- | --------- | ------- |
| 2014 | World’s Best Entertainer of the Year | Selena Gomez  | Nominiert | [ 209 ] |
| 2014 | World’s Best Female Artist           | Selena Gomez  | Nominiert | [ 209 ] |
| 2014 | World’s Best Live Act                | Selena Gomez  | Nominiert | [ 209 ] |
| 2014 | World’s Best Song                    | Come & Get It | Nominiert | [ 209 ] |
| 2014 | World’s Best Video                   | Come & Get It | Nominiert | [ 209 ] |
| 2014 | World’s Best Video                   | Slow Down     | Nominiert | [ 209 ] |
| 2014 | World’s Best Song                    | Slow Down     | Nominiert | [ 209 ] |

## WWD Beauty Inc Awards
| Jahr | Kategorie           | für                         | Resultat | Ref     |
| ---- | ------------------- | --------------------------- | -------- | ------- |
| 2020 | Startup of the Year | Rare Beauty by Selena Gomez | Gewonnen | [ 210 ] |

## Young Artist Awards
| Jahr | Kategorie                                                                      | für                                            | Resultat  | Ref     |
| ---- | ------------------------------------------------------------------------------ | ---------------------------------------------- | --------- | ------- |
| 2008 | Best Young Ensemble in a TV Series                                             | Die Zauberer vom Waverly Place                 | Nominiert | [ 211 ] |
| 2009 | Best Performance in a TV Movie, Miniseries, or Special – Leading Young Actress | Selena Gomez in Another Cinderella Story       | Gewonnen  | [ 212 ] |
| 2009 | Best Performance in a TV Series – Leading Young Actress                        | Selena Gomez in Die Zauberer vom Waverly Place | Nominiert | [ 212 ] |
| 2009 | Best Performance in a Voice-over Role                                          | Selena Gomez in Horton hört ein Hu!            | Nominiert | [ 212 ] |
| 2010 | Best Performance in a TV Movie, Miniseries, or Special – Leading Young Actress | Selena Gomez in Prinzessinnen Schutzprogramm   | Nominiert | [ 213 ] |

## Young Hollywood Awards
| Jahr | Kategorie             | für              | Resultat | Ref     |
| ---- | --------------------- | ---------------- | -------- | ------- |
| 2013 | Fan Favorite Album    | Stars Dance      | Gewonnen | [ 214 ] |
| 2013 | Most Anticipated Tour | Stars Dance Tour | Gewonnen | [ 214 ] |

## YouTube Music Awards
| Jahr | Kategorie         | für           | Resultat  | Ref     |
| ---- | ----------------- | ------------- | --------- | ------- |
| 2013 | Video of the Year | Come & Get It | Nominiert | [ 215 ] |